# Renzo Palmer

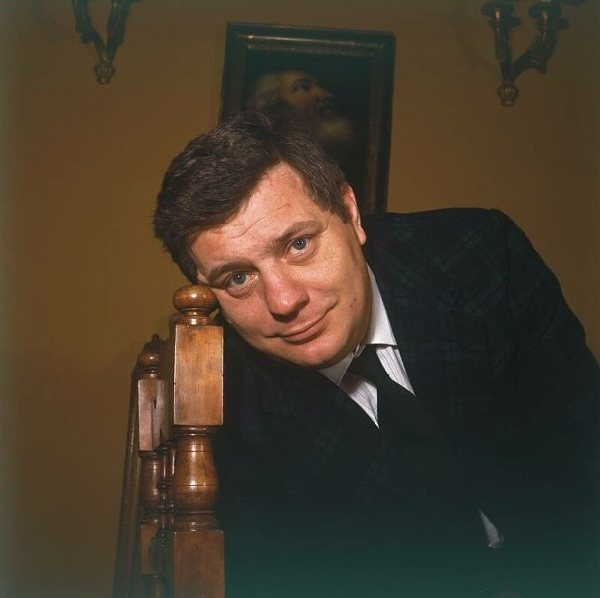
Renzo Palmer

Renzo Palmer (eigentlich Lorenzo Bigatti, * 20. Dezember 1929 in Mailand; † 3. Juni 1988 ebenda) war ein italienischer Schauspieler.

## Leben
Palmer, der seinen Künstlernamen nach seiner Adoptivmutter, Kikki Palmer, wählte, begann seine professionelle Karriere 1955 beim Radio, welchem Medium er sein Leben lang treu blieb. 1957 debütierte er gleich zweimal – auf der Bühne des Piccolo Teatro seiner Heimatstadt und im Fernsehen. Ab 1960 spielte er dann auch auf der großen Leinwand. Dabei sah man ihn sowohl in Genrefilmen wie in ernsthaften Rollen und Klassikern; im Laufe der Jahre legte er körperlich zu, sodass Christian Keßler ihn als „den italienischen Günter Strack“ bezeichnete. Daneben war er auch als Synchronsprecher vielbeschäftigt. Sein gelegentlich genutzter Künstlername lautete Lawrence Palmer.

## Filmografie (Auswahl)
- 1960: Un dollaro di fifa
- 1961: Zwei in einem Stiefel (Il federale)
- 1964: Das ausgeliehene Mädchen (La ragazza in prestito)
- 1964: Gesetz der Bravados (Brandy, el sheriff de Losatumba)
- 1964: Verrückter Sommer (Frenesia dell’estate)
- 1965: Der Dieb der Mona Lisa (Il ladro della Gioconda)
- 1965: 7 goldene Männer (7 uomini d'oro)
- 1966: Laß die Finger von der Puppe (Per un pugno di canzoni)
- 1968: Außergewöhnliche Geschichten (Histoires extraordinaires)
- 1968: Buona Sera, Mrs. Campbell
- 1968: Gefahr: Diabolik! (Diabolik)
- 1969: Jedes Kartenhaus zerbricht (House of Cards)
- 1969: Die Klette (Un detective)
- 1969: Stukas über London (La battaglia d'Inghilterra)
- 1971: Der lange Schwarze mit dem Silberblick (All'onorevole piacciono le donne)
- 1972: Tedeum – Jeder Hieb ein Prankenschlag (Tedeum)
- 1973: Hilfe, ich bin Spitz…e! (Rugantino)
- 1973: Tödlicher Irrtum (Rappressaglia)
- 1974: Ein Mann schlägt zurück (Il cittadino si ribella)
- 1974: Warum mußte Staatsanwalt Traini streben? (Perché si uccide un magistrato)
- 1975: Der Gorilla (Vai gorilla)
- 1975: Wolfsblut greift ein (Zanna Bianca alla riscossa)
- 1976: Hector, der Ritter ohne Furcht und Tadel (Il soldato di ventzra)
- 1976: Die Killer der Apocalypse (La legge violenta della squadra anticrimine)
- 1976: Racket (Il grande racket)
- 1977: Die Gewalt bin ich (Il cinico, l'infame, il violento)
- 1977: Goodbye und Amen (Goodbye & Amen)
- 1977: Im Dienste eines Monsters (Il mostro)
- 1980: Der Salamander (La salamandra)
- 1981: Die letzten Heuler der Marine (La dottoressa preferisce i marinai)
- 1982: Giuseppe Verdi – Eine italienische Legende (Verdi) (Fernseh-Miniserie)